# Dekret 770

Vývoj porodnosti a úmrtnosti v Rumunsku v letech 1950–2020 a predikce do roku 2050. Dekret 770 podepsal Nicolae Ceaușescu v roce 1967. Porodnost v roce 1967 prudce vzrostla, avšak trend poklesu porodnosti pokračoval i nadále, protože lidé nacházeli metody, jak nařízení dekretu obejít.

Věková pyramida Rumunska z roku 2021 – generace decreței zde ve věku 31–53

Dekret 770 (rumunsky Decretul nr. 770) je označení pro dekret, který vydala  rumunská komunistická vláda Nicolae Ceaușesca, podepsaný v roce 1967. Nařízení omezovalo potraty a antikoncepci a jeho cílem bylo vytvořit novou a početnou rumunskou populaci. Termín decreței (z rumunského slova decret; zdrobnělina decrețel) se používá pro označení Rumunů, kteří se narodili v období bezprostředně po vydání dekretu.

## Původ dekretu
Před rokem 1968 byla rumunská potratová politika jednou z nejliberálnějších v Evropě. Protože dostupnost antikoncepčních metod byla špatná, interrupce se stala hlavní metodou rumunského plánování rodiny.[zdroj?]
V důsledku poválečné modernizace Rumunska, vysokého podílu žen na pracovní síle a nízké životní úrovně se počet narozených dětí po roce 1950 výrazně snižoval a v roce 1966 dosáhl nejnižší zaznamenané úrovně. Rumunští představitelé interpretovali klesající počet narozených jako důsledek dekretu z roku 1957, který legalizoval potraty.[zdroj?]
Aby se zabránilo prudkému poklesu porodnosti, rozhodla komunistická strana, že počet obyvatel země by se měl zvýšit z 20 na 30 milionů. V říjnu 1966 Ceaușescu osobně schválil dekret 770. Potraty a antikoncepce[zdroj?] byly prohlášeny za nezákonné s výjimkou pro:
- ženy starší 45 let (později sníženo na 40 let, poté opět navýšeno na 45 let)
- ženy, které již porodily čtyři děti (později limit změněn na pět dětí)
- ženy, jejichž život by byl ohrožen donošením dítěte kvůli zdravotním komplikacím
- ženy, které otěhotněly v důsledku znásilnění a/nebo incestu

## Vymáhání nařízení
Aby se dosáhlo plného vymáhání nařízení dekretu, byla společnost přísně kontrolována. Antikoncepční prostředky byly staženy z prodeje a všechny ženy musely každý měsíc podstoupit návštěvu u gynekologa.:s.6 Případná zjištěná těhotenství byla sledována až do porodu. Tajná policie nemocniční procedury bedlivě sledovala.
Sexuální výchova byla zaměřena především na výhody mateřství, včetně zdánlivého uspokojení z toho, že matka je hrdinkou, která dává své vlasti mnoho dětí.
Přímým důsledkem dekretu byl baby boom. V letech 1966–1967 se počet narozených dětí téměř zdvojnásobil a odhadovaná úhrnná plodnost vzrostla z 1,9 na 3,7 dítěte na ženu. Generace narozená v letech 1967 a 1968 byla nejpočetnější v rumunské historii. Byly postaveny tisíce mateřských škol. Jak děti stárly, jejich potřeby nebyly náležitě uspokojovány. Docházelo k případům, kdy byly zkracovány přednášky, aby bylo možné vyučovat na tři směny. Ve školách byl častý poměr žáků a učitelů přes 40 dětí na třídu.:s.9 Když po revoluci spousta podniků zavírala nebo snižovala počet zaměstnanců, byli přednostně propouštěni ti nejnovější.:s.10
Ke zrušení dekretu došlo 26. prosince 1989, několik dní po rumunské revoluci.

## Obcházení nařízení a úmrtnost
V 70. letech 20. století začala porodnost opět klesat. Ekonomický tlak na rodiny přetrvával a lidé začali hledat způsoby, jak nařízení obejít. Bohatší ženy si mohly nelegálně opatřit antikoncepci nebo podplatit lékaře, kteří by stanovili diagnózu umožňující potrat. Zejména mezi méně vzdělanými a chudšími ženami docházelo k mnoha nechtěným těhotenstvím. Tyto ženy mohly používat pouze primitivní metody potratu, které vedly k infekci, neplodnosti nebo dokonce k vlastní smrti. Úmrtnost těhotných žen se za Ceaușescovy vlády stala nejvyšší v Evropě. Zatímco v sousedních zemích úmrtnost na dětských lůžkách v průběhu let setrvale klesala, v Rumunsku se zvýšila na více než desetinásobek.:s.8
Mnoho dětí narozených v tomto období trpělo podvýživou, bylo těžce tělesně postiženo nebo skončilo v péči v těžkých podmínkách, což vedlo k nárůstu dětské úmrtnosti.

## Rumunští sirotci
V důsledku Ceaușescovy natalitní politiky skončilo velké množství dětí v sirotčincích, protože jejich rodiče již péči o ně nezvládali. Naprostá většina dětí, které žily ve státních sirotčincích, ve skutečnosti nebyla sirotky, ale pouze dětmi, jejichž rodiče si již nemohli dovolit o ně pečovat.

## Rumunská revoluce
Autoři Steven Levitt a Stephen J. Dubner ve své knize Freakonomics hovoří o legalizaci potratů a vlivu na kriminality: o argumentu, že děti, které se narodily poté, co byl jejich matkám odmítnut potrat, se v dospělosti mnohem častěji dopouštějí trestných činů nebo odmítají uznávat autority. Dále argumentují, že decreței jsou přesně ti samí lidé, kteří stáli v čele rumunské revoluce, kde byl v roce 1989 násilně svržen Ceaușescův režim. V tomto roce bylo nejstaršímu decreței 22 let, byl tedy ve věku většiny osobností revoluce. Levitt a Dubner poznamenávají, že Rumunsko bylo v té době jedinou východoevropskou komunistickou zemí s přísnými zákony proti potratům a antikoncepci a také jedinou zemí, jejíž vládce byl na konci studené války násilně svržen a zabit. Většina ostatních zemí východního bloku sice zažila bouřlivý přechod, ale bez ztrát na životech. Existovaly však i další aspekty totalitní vlády, které by namísto pokojného přechodu podporovaly násilnou reakci, včetně absence spolkového života a legálních shromáždění, rozsáhlejšího systému informátorů a speciální policie než v jakémkoli jiném státě s výjimkou Východního Německa a kultu osobnosti vybudovaného kolem vůdce. Skutečné násilí revoluce lze přičíst rozporům mezi vládnoucími kruhy a vojenskou/tajnou policií a mocenskému vakuu, které z toho vyplynulo. Je častým jevem, že revoluce přicházejí ve vlnách, a někteří autoři se domnívají, že Rumunsko by zažilo násilnou revoluci bez ohledu na svou demografickou situaci.

## Potraty po roce 1990

Přestože byly potraty v Rumunsku legalizovány a jejich počet byl velmi vysoký, brzy došlo k výraznému snížení, protože více párů začalo používat antikoncepci.

Ačkoli na počátku 90. let, krátce po legalizaci potratů, dosahovala potratovost velmi vysoké úrovně, zanedlouho došlo k výraznému snížení, protože více párů začalo používat antikoncepci a po nestabilitě v období transformace se začala zlepšovat i ekonomika. V předloženém grafu jsou uvedeny údaje Národního institutu statistiky za roky 1990–2010 a údaje Eurostatu za roky 2011–2018.

## Ve filmu
- 4 měsíce, 3 týdny a 2 dny je film režiséra Cristiana Mungia (narozen v roce 1968 v době platnosti dekretu) z roku 2007. Zaměřuje se na dva svobodné studenty, kteří se snaží přerušit těhotenství.